# إيرل روز
إيرل روز (بالإنجليزية: Earl Rose (coroner))‏ (و. 1926 – 2012 م)هو بروفيسور (أستاذ جامعي) من الولايات المتحدة الأمريكية .